# Правила поведения за столом
Манеры поведения за столом включают в себя правила этикета, которые следует соблюдать во время еды, в том числе использование столовых приборов. В разных культурах существуют различные правила обеденного этикета. Каждая семья или группа устанавливает свои собственные стандарты, насколько строго следовать этим правилам.
Конечно, это может быть не обязательным с точки зрения закона, но общепризнано, что особенно на публичных мероприятиях таких правил строго следует придерживаться.

## Общее по всему миру
За исключением Японии, где является нормальным громкие звуки, при потреблении лапши или инуитов, у которых громкие звуки испускаемых газов тоже считаются нормальным явлением, правила являются общими. Особенно строго этих правил придерживаются на Западе.
Если необходимо покашлять или сделать отрыжку, следует повернуться и прикрыться салфеткой или же другим предметом.
Не следует говорить с набитым ртом, так как еда может выпасть.
Во время еды не следует громко разговаривать, и даже если вы сами не едите, проходя мимо тех, кто ест, нужно постараться избежать шума и громких разговоров рядом с окружающими.
Не следует играть с приборами. Например, при использовании столовых приборов важно соблюдать правила их правильного использования.
В современное время нормы стали немного мягче, но все же во время еды не следует издавать слишком громкие звуки. За исключением случаев, когда это действительно неизбежно, например, икота или урчание в животе. Не стоит громко чавкать, шуметь столовыми приборами или передвигать стул, кашлять, пускать газы или делать отрыжку. К примеру, если шум воспринимается как слишком громкий (дискомфортный), это вызывает раздражение у окружающих, а если как неуместный (неопрятный), то это особенно неприятно.
Не следует начинать трапезу с центра тарелки, так как это воспринимается как копание собственной могилы, поэтому обязательно следует сначала употреблять еду с края тарелки.
Поворачивание рыбы воспринимается как переворачивание живого корабля, поэтому лучше этого тоже избегать.
Еду следует есть равномерно, не ковыряясь в ней.
И хоть в современности это немного изменилось, но в странах, где не принято во время еды держать тарелку в руках, если вы так сделаете, то будете выглядеть как нищий, а в странах, где наоборот принято есть, держа тарелку в руках, если вы во время приема пищи поставите её, то всем будет казаться, что вы выглядите как собака, едя с земли.
Лучше всего минимизировать проявления религиозных обрядов.
Поднятия локтей на стол следует избегать.
Несмотря на то, что пища может быть горячей, её не следует дуть или переворачивать во рту, а лучше дождаться, пока она остынет.
Таким образом, вышеупомянутые правила являются общими для всех, кроме японцев и инуитов, и в особенности соблюдаются странами Запада.

## Корея
На корейских праздниках обычно подают меню из 5 блюд или из 7, накрывают круглый обеденный стол «туресан», стол с выпивкой и закусками «чуансан» или большой квадратный стол «кёджасан». При подаче блюд гостям необходимо ставить рис и суп перед ними. Когда подается стол с закусками, сначала предлагают алкоголь и закуски, а в конце — рис и лапшу, когда трапеза заканчивается гостям подают рисовый напиток «суннюн». После еды угощают напитками или чаем со сладостями. Во время еды со взрослыми следует начинать трапезу после того, как они возьмутся за столовые приборы. Ложку и палочки лучше не использовать одновременно, и постараться не издавать громких звуков. В современности этот принцип стал немного мягче, но есть из миски, держа её в руках, все также считается признаком плохих манер (или японским способом трапезы), поэтому лучше это избегать. Рис кладут в рот в таком количестве, чтобы его было удобно жевать, допускаются короткие разговоры, но не во время еды. Суп из кимчи или любые другие супы едят ложкой, стараясь не задевать тарелку и не издавать громкий звук, рис и закуски едят равномерно, начиная с края. Если вы закончили есть раньше старших, положите ложку на тарелку с рисом или чашку с рисовым напитком, а когда старшие закончат трапезу опустите ложку. Напиток «суннюн» пьют, аккуратно держа чашку двумя руками, не издавая лишних звуков. После еди необходимо положить приборы справа. Кроме того, нельзя втыкать палочки вертикально в рис, так как это ассоциируется с религиозными обрядами. Также, начинать есть рис с середины тарелки, сравнивается с выкапыванием себе могилы, лучше этого не делать.

## Запад
В западной культуре блюда подаются в строгом порядке. Сначала убирают одну тарелку, а затем подают следующее блюдо, при этом следят, чтобы стакан с водой всегда был полон. Напитки, включая воду, подаются сзади с правой стороны, правой рукой, а остальные блюда сзади с левой стороны, левой рукой. При этом основное блюдо должно быть расположено перед гостем. Садясь за стол, следует подтянуть стул, сесть прямо и выпрямить спину. После того как вы сели, на колени кладут салфетку, а по окончании трапезы снова её складывают и кладут на стол. Суп едят ложкой, двигая её от себя наружу. Как упоминалось в разделе «общее по всему миру» (за исключением некоторых стран как Япония или Инуитов), приемы пищи проходят без лишнего шума. Это также относится к звукам стула, кашля, газов и отрыжки. Если вам нужно взять приправу с центра стола, попросите, рядом сидящего человека, подать. Хлеб ломают руками на кусочки размером с один укус и намазывают масло или джем при помощи ножа для масла. Столовые приборы используют, начиная с тех, что находятся снаружи, и по мере подаче блюд. Вилку держат в левой руке, а нож в правой, хотя использовать вилку правой рукой является допустимым. Не стоит нарезать все блюдо сразу, лучше делать это постепенно, по мере того, как вы едите. Если трапеза ещё не закончена, то вилку и нож кладут на края тарелки в виде буквы «V», а когда прием пищи завершен приборы складываются вместе и кладутся на правую сторону тарелки. Во время еды не следует опираться левым локтем на стол, трогать голову или разговаривать громким голосом. Раньше в западных дворцах было не принято открывать крышки на блюдах, пока все гости не сядут за стол.

## Инуиты
В культуре инуитов, в отличие от других стран, после еды (если есть необходимость) принято в умеренном количестве выпускать газы. Это считается признаком хорошего пищеварения. Если же не придерживаться данного правила и слишком много сдерживаться или же выпускать газы слабо, это может восприниматься как признак плохого пищеварения и считаться невежливым. Однако чрезмерно громкий и долгий звук также может быть воспринят как неловкость и неуважение. Поэтому важно соблюдать меру и следовать нормам поведения, принятым в данной ситуации и в данном месте.

## Китай
Еду подают в следующем порядке: сначала легкие закуски, потом основные блюда и в конце десерты. Перед началом приема пищи гостям предлагают чай и влажные полотенца, а до тех пор пока все гости не соберутся, подают жареные закуски. Из легких закусок первым подают холодные блюда (лэнцай), среди основных блюд сначала подают самое изысканное, а заканчивают супом (танцай). Десерты подают, начиная с несладких, алкоголь подается на протяжении всей трапезы, а чай — до и после еды. Еду и алкоголь начинают подавать с главного гостя, при этом блюда из общей тарелки перекладывают в свои палочками или же ложками. После того, как все попробовали блюдо, можно попросить ещё, но то, что положили себе в тарелку, нужно доесть полностью. Жареные закуски, такие как арбузные и тыквенные семечки, едят, раздавливая их передними зубами и съедая только внутренности. Эти закуски можно есть на протяжении всей трапезы. Холодны закуски остаются на столе до завершения приема пищи, поэтому не стоит брать их слишком много вначале, а лучше брать их в промежутках между блюдами. Первое блюдо из основных может быть порционно разложено хозяином, но если гости накладывают себе сами, то они делают это по очереди, передавая блюдо друг другу. Большие блюда, приготовленные целиком, хозяин разрезает и сначала кладет кусок главному гостю, затем каждый накладывает себе сам. Супы накладывают в отдельные чашки и едят китайской фарфоровой ложкой, стараясь не издавать звуков. Креветок очищают палочками перед те, как съесть. В десертах, например, в шариках батата, которые покрыты карамелью, используют палочки, чтобы макнуть кусочек в холодную воду и оборвать нити тянущейся карамели перед употреблением. Лапшу с бульоном едят, держа в одной руке фарфоровую ложку, а в другой — палочки, накладывая лапшу в ложку. Бульон едят ложкой, стараясь не издавать громких звуков.

## Япония
Перед и после еды необходимо обязательно поприветствовать и поблагодарить, при этом во время еды не должно быть посторонних звуков. Ложки не используются, и вся еда принимается при помощи палочек. Исключением является карри с рисом, которое едят ложкой (вынуждено). Маленькие миски с рисом, супом или чаем обязательно держат в руках и подносят к рту. Здесь это является противоположностью корейским манерам. В Корее если есть, держа миску в руках, тебя воспримут как нищего, а в Японии, если миску оставить на столе, это воспринимается как будто ест собака. Конечно, большие миски и тарелки в руки не берут, что является исключением. Однако в современном мире, в более мягкой форме, допускается есть уличную еду или еду на вынос, не держа её в руках, также как и в зависимости от типа блюда или тарелки, возможно отклонение от этого правила. И естественно если по состоянию здоровья невозможно использовать одну руку, можно оставить миску на столе, и это не будет нарушением. При открытии крышки с левой стороны нужно придерживать крышку левой рукой, а правая рука при этом придерживает, чтобы не капала вода, класть крышку тоже нужно слева и направляя ее вверх.с правой стороны крышку держат правой рукой и кладут направо. Когда берут палочки, одной рукой держат посередине, а другой поддерживают палочки снизу, затем перемещают руку к середине, что точно взять палочки в руку. Порядок трапезы: сначала кончик палочек опускают в суп, слегка их смачивая, затем берут немного риса и съедают его, после делая глоток супа. Закуски на столе едят, перемещаясь с правой стороны в левую, чередуя их с рисом. После окончания трапезы в тарелку с рисом наливают воду и промывают концы палочек, которые потом кладут на подставку. После еды крышку обязательно закрывают, как и вначале. При еде лапши в Японии допустимо издавать звуки. (Однако звуки жевания, в отличие от звука поедания лапши, здесь является недопустимым, как и описанные раньше звуки кашля, посуды, отрыжки и газов, которые тоже считаются неприемлемыми.